# Ursula Stenzel
Ursula Stenzel, née le 22 septembre 1945 à Leopoldstadt, est une femme politique autrichienne.
Membre du Parti populaire autrichien, elle est députée européenne de 1996 à 2006. 